# Шапира, Йосеф
Йосе́ф (Йо́ске) Шапи́ра (ивр. יוסף (יוסקה) שפירא‎; 20 декабря 1926, Иерусалим — 28 декабря 2013, Тель-ха-Шомер) — израильский просветитель, общественный и политический деятель, министр без портфеля в правительстве национального единства 1984—88 годов.

## Биография
Йосеф Шапира родился в Иерусалиме в 1926 году. Его отец, раввин Иешаяху Шапира, известный как «адмор-халуц», был одним из основателей религиозного сионистского движения «Ха-Поэль ха-Мизрахи». Сам Йосеф с юности разделял религиозно-сионистскую идеологию, участвовал в связанном с «Ха-Поэль ха-Мизрахи» молодёжном движении «Бней Акива», а также некоторое время был членом религиозного кибуца Эйн-Цурим. В Эйн-Цурим он женился на Брахе Аригур, дочери педагога и писателя Ицхака Аригура. Позже Йосеф и Браха перебрались в религиозный мошав Хемед, прежде чем окончательно осесть в Бней-Браке.
В 1954 году Йосеф Шапира стал одним из основателей Всемирного движения «Бней-Акива» и до 1976 года оставался его бессменным генеральным секретарём. С 1976 по 1983 год он возглавлял отдел алии и молодёжи в Еврейском агентстве. В конце 70-х годов он примкнул к группе раввина Друкмана внутри партии МАФДАЛ. В 1983 году группа Друкмана вышла из МАФДАЛа, и Шапира стал председателем правления нового политического движения МАЦАД (ивр. מצ"ד‎ — Национально-религиозный лагерь). Позже МАЦАД стал частью предвыборного списка «Мораша», но на выборах 1984 года этому списку удалось провести в кнессет только двоих представителей, в число которых Шапира не попал. Тем не менее он был включён в состав правительства национального единства, сформированного Шимоном Пересом и Ицхаком Шамиром, как министр без портфеля, и оставался членом кабинета министров до 1988 года. Вместе с другими членами «Мораши» он позже вернулся в МАФДАЛ.
После окончания работы в правительстве Шапира продолжал вести активную общественную деятельность. Он был в числе основателей ряда товариществ и организаций, чья деятельность была направлена на воспитание (в том числе религиозное и патриотическое) еврейской молодёжи и способствование алие в Израиль. Среди его проектов, в частности, была программа НААЛЕ (ивр. נעל"ה‎ — «Молодёжь репатриируется до родителей»), организовывавшая переезд в Израиль еврейской молодёжи из бывших советских республик.
Йосеф Шапира скончался 28 декабря 2013 года в медицинском центре им. Хаима Шиба (Тель-ха-Шомер, Рамат-Ган) и был похоронен в Петах-Тикве, оставив после себя вдову и четырёх детей.